# Livräddare

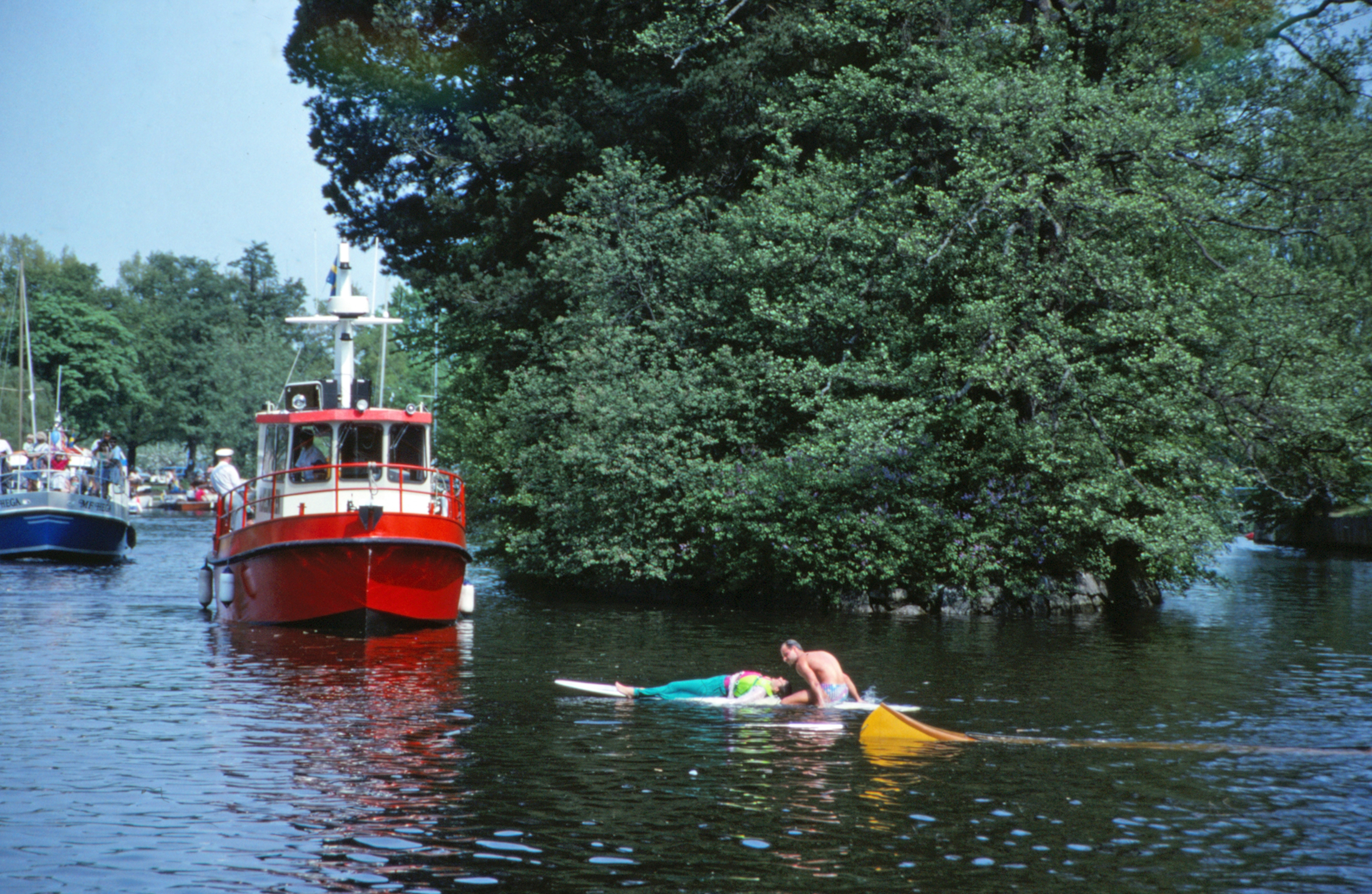
Svenska Livräddningssällskapet demonstrerar livräddning i Svartån vid Wadköping, Örebro 1992.

Livräddare, en person som är utbildad i att rädda liv.

## Sverige
Svenska Livräddningssällskapet (SLS) är ett ideellt och frivilligt sällskap som utbildar simlärare, livräddare, hjärt-lungräddare och babysimsinstruktörer. Redan i grundskolans klass 1-3 ger SLS grundkunskaper i livräddning och vattensäkerhet i Barnens Livräddningsskola.

### Livräddarskolan
Livräddningscentralen i Tylösand startades 1960 på initiativ av Leif Karlborg och är idag Nordens enda ideella livräddarskola. Här utbildar sig ett 50-tal kustlivräddare och instruktörer varje år. Det finns även en rad andra aktörer som utbildar individer och organisationer i livräddning. Idag utbildar Livräddningscentralen badvakter, havslivräddare, simlärare och HLR-instruktörer. Hela verksamheten är ideell och drivs med hjälp av gåvor, sponsorer och frivilliginsatser.